# Djupsjön (Indals socken, Medelpad, 695106-155786)
Djupsjön är en sjö i Sundsvalls kommun i Medelpad och ingår i Indalsälvens huvudavrinningsområde. Sjön är 13,7 meter djup, har en yta på 0,181 kvadratkilometer och är belägen 281,5 meter över havet.

## Delavrinningsområde
Djupsjön ingår i det delavrinningsområde (694941-155653) som SMHI kallar för Mynnar i Indalsälvens vattendragsyta. Medelhöjden är 289 meter över havet och ytan är 10,52 kvadratkilometer. Det finns inga avrinningsområden uppströms utan avrinningsområdet är högsta punkten. Nilsbölebäcken som avvattnar avrinningsområdet har biflödesordning 2, vilket innebär att vattnet flödar genom totalt 2 vattendrag innan det når havet efter 40 kilometer. Avrinningsområdet består mestadels av skog (81 procent). Avrinningsområdet har 0,86 kvadratkilometer vattenytor vilket ger det en sjöprocent på 8,2 procent.